# Акмурзаев, Магомедамин Агамурзаевич
Магомедамин Агамурзаевич Акмурзаев (род. 1930; селение Капчугай, Буйнакский район, Дагестан — 1994) — дагестанский актёр театра и кино. Заслуженный артист ДАССР, Народный артист Дагестана (ДАССР).

## Биография
Магомедамин родился в 1930 году в несуществующее ныне селение Капчугай в семье крестьян.
Окончил среднюю школу. Свою трудовую деятельность он начал рано в колхозе. Работал в годы войны на оборонном объекте для нужд фронта. Окончил театральную школу при Кумыкском Государственно театре.
С 1952 по 1994 г. работал в Дагестанском кумыкском музыкально-драматическом театре".
Ушёл из жизни в 1994 году в возрасте 64-х лет.

## Звания и заслуги
- Заслуженный артист ДАССР
- Народный артист ДАССР
- Награждался медалями, грамотами Президиума Верховного Совета Дагестанской АССР
- Неоднократно избирался в депутаты Городского Совета
- Был награждён множеством грамот Министерства культуры ДАССР и РСФСР

## Фильмография
- Тучи покидают небо (эпизод, 1959)
- Горянка (Султан, друг Османа, 1975)
- Снежная свадьба (1980)
- Чегери (Хабиб, 1980)
- Загадка кубачинского браслета (эпизод, 1982)
- Талисман любви (Муртуз, 1984)
- Семнадцать левых сапог (проводник, 1991)
- Шамиль (Гасан, 1992)

## Театральные работы

### Роли в пьессах
- Молла Насрутдин
- Айгази
- Умалат-Бек